# Ozan Tufan
Ozan Tufan est un footballeur international turc, né le 23 mars 1995 à Orhaneli. Il évolue comme milieu de terrain à Trabzonspor.

## Biographie
Ozan Tufan participe au championnat d'Europe des moins de 19 ans 2013 avec l'équipe de Turquie.

### En club

#### Bursaspor

##### Saison 2014-2015
Très apprécié et utilisé par l'entraîneur Şenol Güneş, il est titulaire pendant toute la saison en Championnat de Turquie et en Coupe de Turquie, il marque 3 buts et délivre 7 passes décisives en 29 matchs de championnat et participe à la bonne saison de Bursaspor, notamment sur le plan offensif, qui termine la saison comme meilleure attaque du championnat.

#### Fenerbahçe

##### Saison 2015-2016
Le 13 août 2015, il quitte Bursaspor pour rejoindre Fenerbahçe pour un montant estimé à 8 millions d'euros.

### En équipe nationale
Disputant l'Euro 2016, il marque le second but synonyme de victoire face à la Tchéquie lors du dernier match de poules. Il est de nouveau convoqué pour participer à l'Euro 2020. 